# 水谷駿一
水谷駿一(みずたにしゅんいち、1894年 - 1970年）は、日本の造園家。官庁造園技師として活躍し、長崎や東京の公園緑地事業に多くの業績を残した。名古屋市生まれ。東京育ち。

## 経歴と業績
1914年（大正3年）、東京府立園芸学校を卒業し、鹿児島高等農林学校(現・鹿児島大学農学部)に進学。1917年同校卒業。指導教授の紹介と原煕推挙によって、同年明治神宮造営局に奉職。1920年（大正9年）旧都市計画法が施行されてから同年に長崎に赴任。後の田村剛の計画以前に同県の温泉公園や、長崎市の都市公園の計画造成につくし、市の森林公園の造林施業を成功させる。
長崎在任3年後にたまたま関東大震災が勃発すると帰京して、1924年に東京市復興総務部に、更に1927年（昭和2年）には内務省復興局建築部公園課に移籍し、折下吉延課長のもとで東京と横浜の街路樹や苗床の管理運営と風致地区の指定計画、浜町公園の築造等に従事する。1929年、復興局の廃止と共に内務省復興事務局に移り残工事を完了、1932年東京府土木部に入る。
東京府技師時代、当時内務省の横山信二、北村徳太郎、太田謙吉等の技師と事務官高橋登一や東京市の井下清公園課長らと最初は風致地区行政と地区内施設の築造、東京府の各風致協会の設立に専念し業蹟を挙げる。1933年からは東京緑地計画協議会幹事をつとめ、東京緑地計画と観光保勝事業に専従、1935年ほぼこれらの調査を完了させ、翌年東京府観光協会を設立させるにいたる。このとき策定した景園地計画とその施設、行楽道路の設定などが現在、東京の自然公園の根幹となる。
1939年に東京府が打ち出した東京府紀元2600年記念事業の大緑地造成、6大緑地の設立に内務省の技術陣と共に参画し尽力した。東京府会は2,150万円の予算を可決し、1940年砧緑地ほか5ケ所の大緑地合計637ヘクタールを都市計画決定をし、これがやがて防空緑地に移行したため、戦後大部分が農地解放によって農地化、やがてスプロール宅地化される。
戦後の一時期、特別調達庁大阪支所にうつり、服部緑地等の整備等を手がけたが、1949年退職し一線を退く。